# Fußball-Weltmeisterschaft 1974/Schweden
Dieser Artikel behandelt die schwedische Fußballnationalmannschaft bei der Fußball-Weltmeisterschaft 1974.

## Qualifikation
Schweden traf in der Qualifikationsgruppe 1 auf Österreich, Ungarn und Malta.
Schweden startete am 25. Mai 1972 in Stockholm mit einem 0:0-Unentschieden gegen Ungarn in die Qualifikation. Nach einer 0:2-Niederlage am 10. Juni in Wien gegen Österreich sah es zunächst schlecht für die Nordeuropäer aus. Am 15. Oktober gelang in Göteborg ein standesgemäßer 7:0-Erfolg gegen Malta. Drei Tore von Ralf Edström (2., 32., 64.), zwei Tore von Bo Larsson (18., 35.) und jeweils ein Treffer von Roland Sandberg und Dag Szepanski, der in seinem einzigen Länderspiel per Elfmeter traf, besiegelten den ersten Sieg in der Qualifikationsrunde.
Am 23. Mai 1973 kam es in Göteborg zum Rückspiel gegen Österreich. Zwei Tore von Roland Sandberg und ein Treffer von Ove Grahn verhalfen zu einem 3:2-Erfolg der Schweden. Auf österreichischer Seite hatten Kurt Jara und Gustl Starek getroffen. Am 13. Juni erlebte Budapest ein 3:3-Unentschieden zwischen der ungarischen und der schwedischen Elf. Mihály Kozma hatte in der 9. Spielminute seine Farben in Führung geschossen, Ove Kindvall konnte noch vor der Pause ausgleichen. In der 57. Minute gelang Sandberg der Führungstreffer für die Blågult, aber fast im Gegenzug schaffte Csaba Vidáts den Ausgleich. Sándor Zámbó brachte die Magyaren in der 71. Minute erneut in Führung. In der 77. Minute erzielte Edström den Endstand.
Damit hätte Schweden ein Sieg mit zwei Toren Unterschied genügt, um den ersten Platz in der Qualifikationsgruppe zu erreichen. Allerdings gelang in Valletta durch Tore von Kindvall und einen verwandelten Elfmeter von Bo Larsson nur ein 2:1-Sieg. Somit war die schwedische Auswahl punktgleich mit Österreich und Ungarn, allerdings hatten die Ungarn das schlechtere Torverhältnis.
Am 27. November trafen Schweden und Österreich in Gelsenkirchen zum Entscheidungsspiel um den Gruppensieg aufeinander. Sandberg brachte die Schweden in der 12. Minute in Führung. In der 28. Spielminute erhöhte Bo Larsson per Elfmeter auf 2:0. Roland Hattenberger konnte zwar in der 39. Minute noch verkürzen, aber es blieb der einzige österreichische Treffer an diesem Abend und somit qualifizierte sich die schwedische Nationalmannschaft für das Weltmeisterschaftsturnier in Deutschland.
| Datum              | Begegnung             | Ergebnis  |
| 25. Mai 1972       | Schweden – Ungarn     | 0:0 (0:0) |
| 10. Juni 1972      | Österreich – Schweden | 2:0 (0:0) |
| 15. Oktober 1972   | Schweden – Malta      | 7:0 (5:0) |
| 23. Mai 1973       | Schweden – Österreich | 3:2 (1:0) |
| 13. Juni 1973      | Ungarn – Schweden     | 3:3 (1:1) |
| 11. November 1973  | Malta – Schweden      | 1:2 (1:2) |
|                    |                       |           |
| Entscheidungsspiel |                       |           |
| Datum              | Begegnung             | Ergebnis  |
| 27. November 1973  | Schweden – Österreich | 2:1 (2:1) |

## Schwedisches Aufgebot
| Nr.               | Name                | Verein vor WM-Beginn | Geburtstag | Spiele   | Tore     | Gelbe Karte | Rote Karte |
| Torhüter          | Torhüter            | Torhüter             | Torhüter   | Torhüter | Torhüter | Torhüter    | Torhüter   |
| ----------------- | ------------------- | -------------------- | ---------- | -------- | -------- | ----------- | ---------- |
| 1                 | Ronnie Hellström    | 1. FC Kaiserslautern | 21.02.1949 | 6        | 0        | 0           | 0          |
| 12                | Sven-Gunnar Larsson | Örebro SK            | 10.05.1940 | 0        | 0        | 0           | 0          |
| 17                | Göran Hagberg       | Östers IF            | 08.11.1947 | 0        | 0        | 0           | 0          |
| Abwehrspieler     |                     |                      |            |          |          |             |            |
| 2                 | Jan Olsson          | Åtvidabergs FF       | 30.03.1942 | 4        | 0        | 0           | 0          |
| 3                 | Kent Karlsson       | Åtvidabergs FF       | 25.11.1945 | 6        | 0        | 0           | 0          |
| 4                 | Björn Nordqvist     | PSV Eindhoven        | 06.10.1942 | 5        | 0        | 1           | 0          |
| 5                 | Björn Andersson     | Östers IF            | 20.07.1951 | 4        | 0        | 1           | 0          |
| 13                | Roland Grip         | IK Sirius            | 01.01.1941 | 3        | 0        | 0           | 0          |
| 18                | Jörgen Augustsson   | Åtvidabergs FF       | 28.10.1952 | 1        | 0        | 0           | 0          |
| Mittelfeldspieler |                     |                      |            |          |          |             |            |
| 6                 | Ove Grahn           | Grasshoppers Zürich  | 09.05.1943 | 6        | 0        | 2           | 0          |
| 7                 | Bo Larsson          | Malmö FF             | 05.05.1944 | 5        | 0        | 0           | 0          |
| 14                | Staffan Tapper      | Malmö FF             | 10.07.1948 | 5        | 0        | 0           | 0          |
| 16                | Inge Ejderstedt     | Östers IF            | 24.12.1946 | 2        | 0        | 0           | 0          |
| 19                | Claes Cronqvist     | Landskrona BoIS      | 15.10.1944 | 0        | 0        | 0           | 0          |
| 20                | Sven Lindman        | Djurgårdens IF       | 19.04.1942 | 0        | 0        | 0           | 0          |
| 21                | Örjan Persson       | Örgryte IS           | 27.08.1942 | 2        | 0        | 1           | 0          |
| 22                | Thomas Ahlström     | IF Elfsborg          | 17.07.1952 | 2        | 0        | 0           | 0          |
| Stürmer           |                     |                      |            |          |          |             |            |
| 8                 | Conny Torstensson   | FC Bayern München    | 28.08.1949 | 5        | 1        | 0           | 0          |
| 9                 | Ove Kindvall        | IFK Norrköping       | 16.05.1943 | 2        | 0        | 0           | 0          |
| 10                | Ralf Edström        | PSV Eindhoven        | 07.10.1952 | 6        | 4        | 0           | 0          |
| 11                | Roland Sandberg     | 1. FC Kaiserslautern | 16.12.1946 | 6        | 2        | 0           | 0          |
| 15                | Benno Magnusson     | 1. FC Kaiserslautern | 04.02.1953 | 4        | 0        | 0           | 0          |
| Trainer           |                     |                      |            |          |          |             |            |
|                   | Georg Ericson       |                      | 18.12.1919 |          |          |             |            |

## Erste Finalrunde
Schweden, bei der Auslosung nur im Topf 4 der „Außenseiter“, wurde in die Gruppe III  gelost und traf dort auf Bulgarien, die Niederlande und den zweimaligen Weltmeister Uruguay.
| 15. Juni 1974 im Rheinstadion, Düsseldorf   |   |           |     |
| Schweden                                    | - | Bulgarien | 0:0 |
| 19. Juni 1974 im Westfalenstadion, Dortmund |   |           |     |
| Niederlande                                 | - | Schweden  | 0:0 |
| 23. Juni 1974 im Rheinstadion, Düsseldorf   |   |           |     |
| Schweden                                    | - | Uruguay   | 3:0 |

Am 15. Juni 1974 fand in Düsseldorf das erste Gruppenspiel der Schweden bei der Weltmeisterschaft statt. Im Rheinstadion trennten sich Schweden und Bulgarien 0:0-Unentschieden. Auch im zweiten Gruppenspiel, das am 19. Juni im Dortmunder Westfalenstadion stattfand, fielen keine Tore. Gegen einen der Topfavoriten des Turniers, die Auswahl der Niederlande, wurde somit ein Punkt abgetrotzt.
Nach einem 3:0-Erfolg gegen Uruguay am 23. Juni wiederum im Düsseldorfer Rheinstadion qualifizierte sich Schweden überraschend als Gruppenzweiter für die zweite Finalrunde. Edström (46., 77.) und Sandberg (74.) erzielten die drei ersten schwedischen Turniertreffer. Zusammen mit Brasilien war Schweden die einzige Mannschaft, die die Vorrunde ohne Gegentor überstehen konnte.

## Zweite Finalrunde
Erstmals in der Geschichte der Weltmeisterschaften wurden die Finalisten nicht von den besten acht Mannschaften der ersten Gruppenphase nicht in einer K.o.-Runde, sondern einer weiteren Gruppenphase ausgespielt. Als Gruppenzweiter der Gruppe III  kam Schweden in die Gruppe B der zweiten Finalrunde des Turniers. Hier traf die Mannschaft auf Polen, den Gastgeber Deutschland und Jugoslawien.
| 26. Juni 1974 im Neckarstadion, Stuttgart |   |             |     |
| Schweden                                  | - | Polen       | 0:1 |
| 30. Juni 1974 im Rheinstadion, Düsseldorf |   |             |     |
| BR Deutschland                            | - | Schweden    | 4:2 |
| 3. Juli 1974 im Rheinstadion, Düsseldorf  |   |             |     |
| Schweden                                  | - | Jugoslawien | 2:1 |

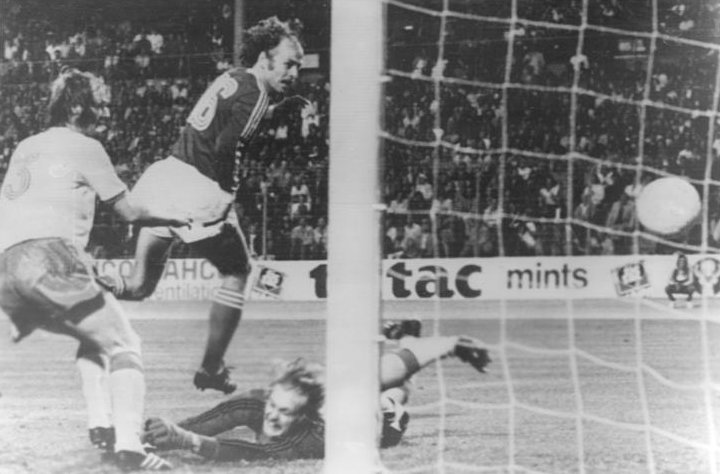
Lato lässt Karlsson (l.) und Hellström (u.) beim 1:0-Siegtreffer das Nachsehen

Die schwedische Elf startete am 26. Juni 1974 im Stuttgarter Neckarstadion vor 43.755 Zuschauern unter der Leitung des uruguayischen Schiedsrichters Ramón Barreto mit einer 0:1-Niederlage gegen den Geheimfavoriten Polen, die als eine der technisch besten Mannschaften des Turniers galten, in die Zwischenrunde. Dem Stürmer Grzegorz Lato, der später den Goldenen Schuh als Torschützenkönig des Turniers gewinnen sollte, gelang kurz vor dem Seitenwechsel der entscheidende Treffer, als er in der 43. Spielminute den Kaiserslauterer Torhüter Hellström mit einem Kopfballtor überwinden konnte.

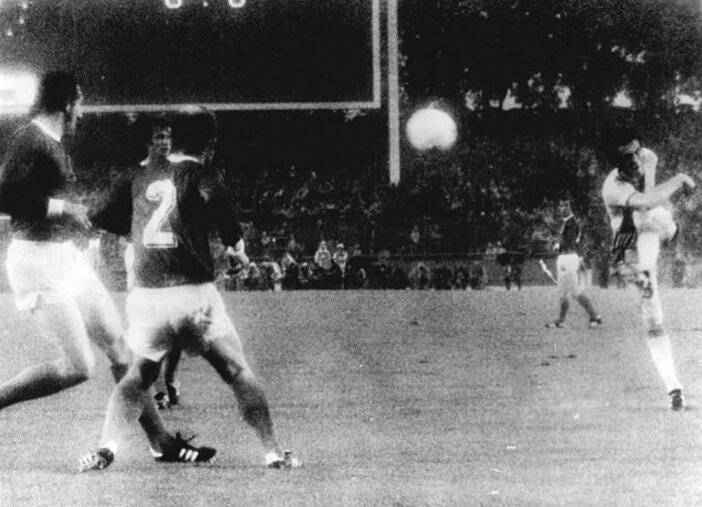
Edström (r.) bringt Schweden gegen Deutschland in Führung

Im zweiten Spiel traf Schweden am 30. Juni 1974 auf den Gastgeber, der überraschend nur Gruppenzweiter in der Vorrunde geworden war. Das von Schiedsrichter Pawel Kasakow aus der Sowjetunion gepfiffene Spiel entwickelte sich vor 66.500 Zuschauern im Düsseldorfer Rheinstadion zu einer spannenden Partie. Edström brachte den Außenseiter in der 24. Minute in Führung. Erst in der zweiten Halbzeit gelang Wolfgang Overath in der 51. Minute der Treffer zum 1:1-Ausgleich, aber Rainer Bonhof erzielte nur eine Minute später den zweiten Treffer für Deutschland. Mit diesem Doppelschlag schien das Spiel gedreht worden zu sein, aber gleich im Gegenzug schaffte Schweden durch den zweifachen schwedischen Torschützenkönig Sandberg wiederum den Ausgleich. Jürgen Grabowski schoss in der 76. Minute Deutschland erneut in Führung und kurz vor Abpfiff machte Uli Hoeneß mit dem Treffer zum 4:2 per Foulelfmeter alles klar.

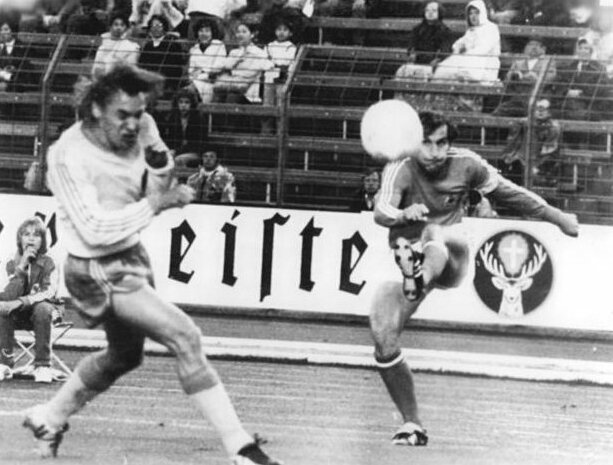
Olsson kann eine Flanke des Jugoslawen Džajić nicht verhindern

Da auch Jugoslawien die ersten beiden Partien der Zwischenrunde verloren hatte, trafen sich am 3. Juli 1974 in Düsseldorf unter Leitung des Unparteiischen Luis Pestarino aus Argentinien die beiden bis dato punktlosen Mannschaften zu einem mehr oder weniger bedeutungslosen Spiel um Platz drei in der Zwischenrundengruppe. Ivica Šurjak brachte die Mannschaft vom Balkan vor 40.000 Zuschauern in der 27. Minute mit 1:0 in Führung, jedoch konnte Edström mit seinem vierten Turniertor nur zwei Minuten später ausgleichen. In der 85. Minute gelang Torstensson der Treffer zum 2:1-Erfolg. Damit schloss Schweden die Weltmeisterschaft als Gruppendritter ab.